# Conover
Conover é uma cidade localizada no estado norte-americano de Carolina do Norte, no Condado de Catawba.

## Demografia
Segundo o censo norte-americano de 2000, a sua população era de 6604 habitantes.
Em 2006, foi estimada uma população de 7128, um aumento de 524 (7.9%).

## Geografia
De acordo com o United States Census Bureau tem uma área de
26,5 km², dos quais 26,5 km² cobertos por terra e 0,0 km² cobertos por água.

## Localidades na vizinhança
O diagrama seguinte representa as localidades num raio de 12 km ao redor de Conover.